# Sebastian Lönnlöv
Sebastian Lönnlöv, född 20 november 1988, är en svensk författare, litteraturkritiker och bibliotekarie.
Lönnlöv skriver litteraturkritik i Svenska Dagbladet och driver bloggen Tekoppens tankar.